# Bilan saison par saison du Wild du Minnesota
Le Wild du Minnesota est une franchise professionnelle de hockey sur glace d'Amérique du Nord. L'équipe évolue dans la Ligue nationale de hockey depuis la saison 2000-2001 ; basée à Saint Paul, il s'agit de la première équipe localisée dans le Minnesota aux États-Unis à rejouer dans l'état depuis le départ des North Stars du Minnesota pour devenir les Stars de Dallas en 1993.
Cette page retrace les résultats de l'équipe depuis leur première saison.

## Résultats
Note : PJ : parties jouées, V : victoires, D : défaites, N : matchs nuls, DP : défaites après prolongation, Pts : Points, BP : buts pour, BC : buts contre, Pun : minutes de pénalité
| No | Saison            | Entraîneur      | Pointeur       | Saison régulière | Saison régulière | Saison régulière | Saison régulière | Saison régulière | Saison régulière | Saison régulière | Saison régulière | Saison régulière | Saison régulière              | Séries éliminatoires                       |
| No | Saison            | Entraîneur      | Pointeur       | PJ               | V                | D                | N                | DP               | Pts              | BP               | BC               | Pun              | Classement                    | Séries éliminatoires                       |
| -- | ----------------- | --------------- | -------------- | ---------------- | ---------------- | ---------------- | ---------------- | ---------------- | ---------------- | ---------------- | ---------------- | ---------------- | ----------------------------- | ------------------------------------------ |
| 1  | 2000-2001         | Lemaire         | Pellerin       | 82               | 25               | 39               | 13               | 5                | 68               | 168              | 210              | 1 200            | Cinquième division Nord-Ouest | Non qualifiés                              |
| 2  | 2001-2002         | Lemaire         | Brunette       | 82               | 26               | 35               | 12               | 9                | 73               | 195              | 238              | 1 209            | Cinquième division Nord-Ouest | Non qualifiés                              |
| 3  | 2002-2003         | Lemaire         | Gáborík        | 82               | 42               | 29               | 10               | 1                | 95               | 198              | 178              | 1 063            | Troisième division Nord-Ouest | 4-3 Avalanche 4-3 Canucks 0-4 Mighty Ducks |
| 4  | 2003-2004         | Lemaire         | Daigle         | 82               | 30               | 29               | 20               | 3                | 83               | 188              | 183              | 1 035            | Cinquième division Nord-Ouest | Non qualifiés                              |
| 5  | 2004-2005         | Saison annulée  | Saison annulée | Saison annulée   | Saison annulée   | Saison annulée   | Saison annulée   | Saison annulée   | Saison annulée   | Saison annulée   | Saison annulée   | Saison annulée   | Saison annulée                | Saison annulée                             |
| 6  | 2005-2006         | Lemaire         | Rolston        | 82               | 38               | 36               | —                | 8                | 84               | 231              | 215              | 1 211            | Cinquième division Nord-Ouest | Non qualifiés                              |
| 7  | 2006-2007         | Lemaire         | Rolston        | 82               | 48               | 26               | —                | 8                | 104              | 235              | 191              | 850              | Deuxième division Nord-Ouest  | 1-4 Ducks                                  |
| 8  | 2007-2008         | Lemaire         | Gáborík        | 82               | 44               | 28               | —                | 10               | 98               | 223              | 218              | 1 086            | Premier division Nord-Ouest   | 2-4 Avalanche                              |
| 9  | 2008-2009         | Lemaire         | Koivu          | 82               | 40               | 33               | —                | 9                | 89               | 219              | 200              | 869              | Troisième division Nord-Ouest | Non qualifiés                              |
| 10 | 2009-2010         | Richards        | Koivu          | 82               | 38               | 36               | —                | 8                | 84               | 219              | 246              | 914              | Quatrième division Nord-Ouest | Non qualifiés                              |
| 11 | 2010-2011         | Richards        | Koivu          | 82               | 39               | 35               | —                | 8                | 86               | 206              | 223              | 969              | Troisième division Nord-Ouest | Non qualifiés                              |
| 12 | 2011-2012         | Yeo             | Koivu          | 82               | 35               | 36               | —                | 11               | 81               | 177              | 226              | 976              | Quatrième division Nord-Ouest | Non qualifiés                              |
| 13 | 2012-2013         | Yeo             | Koivu          | 48               | 26               | 19               | —                | 3                | 55               | 122              | 127              | 545              | Deuxième division Nord-Ouest  | 1-4 Blackhawks                             |
| 14 | 2013-2014         | Yeo             | Koivu          | 82               | 43               | 27               | —                | 12               | 98               | 207              | 206              | 783              | Quatrième division Centrale   | 4-3 Avalanche 2-4 Blackhawks               |
| 15 | 2014-2015         | Yeo             | Parisé         | 82               | 46               | 28               | —                | 8                | 100              | 231              | 201              | 728              | Quatrième division Centrale   | 4-2 Blues 0-4 Blackhawks                   |
| 16 | 2015-2016         | Yeo Torchetti   | Koivu          | 82               | 38               | 33               | —                | 11               | 87               | 216              | 206              | 545              | Cinquième division Centrale   | 2-4 Stars                                  |
| 17 | 2016-2017         | Boudreau        | Granlund       | 82               | 49               | 25               | —                | 8                | 106              | 266              | 208              | 669              | Deuxième division Centrale    | 1-4 Blues                                  |
| 18 | 2017-2018         | Boudreau        | Staal          | 82               | 45               | 26               | —                | 11               | 101              | 253              | 232              | 684              | Troisième division Centrale   | 1-4 Jets                                   |
| 19 | 2018-2019         | Boudreau        | Parisé         | 82               | 37               | 36               | —                | 9                | 83               | 253              | 232              |                  | Septième division Centrale    | Non qualifiés                              |
| 19 | 2019-2020         | Boudreau Evason | Parisé         | 69               | 35               | 27               | —                | 7                | 77               | 220              | 220              |                  | sixième division Centrale     | 1-3 Canucks                                |
| 19 | 2020-2021 Détails | Evason          | Parisé         | 82               | 37               | 36               | —                | 9                | 83               | 253              | 232              |                  | troisième division Ouest      | 3-4 Golden Knights                         |